# 軍國民篇
《軍國民篇》是蔡鍔的著作，1902年在《新民丛报》发表，主張在中國實行「軍國民主義」以救亡圖存。
此書從教育、學派、文学、风俗、体质、武器、音乐、国势八個方面，分析中國之所以腐朽堕落、敗於列強的原因。強調陶鑄國魂乃實行軍國民主義之要素。書中還批判了「非佳人即才子，非狐则妖，非鬼即神，或离奇怪诞，或淫亵鄙俚」的文學作品，並讚揚發揚忠義愛國理念的文學作品。